# Лучшие времена
«Лучшие времена» (англ. The Best of Times) — кинофильм, спортивная комедия режиссёра Роджера Споттисвуда с Куртом Расселлом и Робином Уильямсом в главных ролях.

## Сюжет
Захолустный калифорнийский городишко Taft известен только своей единственной нефтяной скважиной и вечно проигрывающей футбольной командой. Джек Данди (Уильямс) — банкир, одержимый тем, что он считает самым постыдным моментом в своей жизни — не использовать идеально брошенный пас на последних секундах и не решить исход школьного футбольного матча 1972 года между Тафтом и их главным соперником, Бейкерсфилдом, который закончился нулевой ничьей. Этот позор даже спустя годы Джек никак не может забыть. Кроме того, его тесть, Полковник (Моффет), на которого и работает Джек, — самый большой и преданный фанат Бейкерсфилда и почти ежедневно напоминает ему об этом событии разными подколками.
Есть лишь один способ все изменить — переиграть тот самый матч. Данди принуждает Рино Хайтауэра (Расселл), защитника роковой игры и лучшего игрока тех дней, а теперь и владельца гаража, испытывающего финансовые трудности и находящегося в долгу перед банком Джека, помочь ему переиграть игру.
Однако жители городка не разделяют энтузиазма Джека.

## В ролях
- Робин Уильямс — Джек Данди
- Курт Расселл — Рино Хайтауэр
- Памела Рид — Джиджи Хайтауэр
- Холли Пэланс — Элли Данди
- Дональд Моффет — Полковник
- Маргарет Уиттон - Дарла
- Майкл Эммет Уолш — Чарли
- Донован Скотт — Эдди
- Даб Тейлор — Мак

## Производство
Большая часть фильма была снята в самой средней школе  Taft Union и вокруг нее. Футбольные сцены происходили в колледже Пирса Пирса в долине Сан-Фернандо. Ночная игра была снята в средней школе Moorpark High School,  Мурпарк, Калифорния.